# Радиожурналистика
 Радиожурналистика — вид журналистской деятельности, основанный на использовании технических средств радиовещания, а также результаты журналистской деятельности, представленные радиопередачами.

## Особенности радиожурналистики
Отличия радиожурналистики от других видов журналистской деятельности вызваны чрезвычайно высоким уровнем оперативности, особым характером эмоционального воздействия на аудиторию и вследствие этого — структурным своеобразием композиционных решений исходного журналистского (жизненного и литературного) материала, использованием специальных приемов организации внимания аудитории.

## Функции радиожурналистики
Информационная (в том числе, рекламная);
Обеспечение социального взаимодействия с обществом;
Культурно-просветительская.

## Выразительные средства радиожурналистики
Выразительные средства радиожурналистики составляют две группы, находящиеся в неразрывной связи друг с другом.

### Формообразующие
К первой группе, не подверженной количественным изменениям, относится тот исходный звуковой «материал», которым оперирует радиожурналист: это четыре элемента — слово (речь), музыка, шумы (реальные, жизненные или студийные, то есть имитированные при помощи различных бытовых приспособлений) и документальные записи, сделанные вне студии. Эти записи в свою очередь также включают в себя речь, музыку и различные звуки (шумы), но в отличие от первых в отдельную передачу они чаще всего могут превратиться или в комплексе, или в сочетании с записанными в студии речевыми комментариями.
Эти четыре элемента системы называют природными, или формообразующими. Они неизменны, стабильны, их природа не подвластна субъективному воздействию радиожурналиста.

### Стилеобразующие
Вторая группа, напротив,  мобильна, ибо находится в полной зависимости от воли и субъективных творческих потребностей автора радиосообщения. Поэтому входящие в неё выразительные средства радиожурналистики мы называем техническими, или стилеобразующими. К ним относятся монтаж, голосовой грим, звуковая мизансцена, ряд технических способов звукообразования (реверберация и т. п.) и др.

## Жанрырадиожурналистики
Согласно классификации, составленной А. А. Шерелем, радиожурналистика включает в себя:
- Информационные жанры (радиосообщение, интервью, обзор печати);
- Аналитические жанры (корреспонденция, комментарий, радиообозрение);
- Документально-художественные жанры (радиоочерк, радиофельетон, радиорассказ, документальная драма, радиокомпозиция).

## Технология работы радиожурналиста
Радиожурналист, независимо от того, выступает ли он в прямом эфире или собирается делать документальные записи, обязан четко представить себе (а, при наличии времени, и зафиксировать) план действий. В него войдут:
- точное осознание цели задания (если она не очень понятна, следует обязательно переспросить или уточнить её);
- пути получения как можно более полных и точных сведений об объекте;
- понимание ситуации и обстановки, в которой придется работать;
- примерный перечень и формулировка вопросов, на которые необходимо получить ответы;
- определение жанра передачи, пусть даже предварительное;
- выработка одного-двух запасных вариантов на случай срыва той или иной договоренности, изменения ситуации и т. п.

Наконец, на этапе подготовки к эфиру радиожурналист обязан самым тщательным образом проверить технические средства записи. Надо быть уверенным в исправности оборудования (не разряжен ли аккумулятор записывающего устройства, достаточно ли количество средств аудиозаписи, нет ли на них нужных записей, которые могут быть случайно размагничены, в порядке ли микрофоны?).
Если прямой эфир идет из студии, следует проверить (также до начала программы), проходит ли сигнал от вас к режиссёру, работают ли телефоны связи с аудиторией, в наличии ли комплект музыкальных записей, отбивок и т. д. Непременно нужно уточнить, вызваны ли к началу программы или к условленному времени её участники.